# F1 Race Stars
 (mars 2024).
Si vous disposez d'ouvrages ou d'articles de référence ou si vous connaissez des sites web de qualité traitant du thème abordé ici, merci de compléter l'article en donnant les références utiles à sa vérifiabilité et en les liant à la section « Notes et références ».
F1 Race Stars est un jeu vidéo de course de karting développé et édité par Codemasters en partenariat avec Bandai Namco Games, sorti en novembre 2012 sur Windows, PlayStation 3 et Xbox 360. Le jeu est sous licence de la Formule 1 et il est basé sur la saison 2012 du championnat du monde.
En janvier 2014, le jeu est porté sur Wii U sous le nom de F1 Race Stars: Powered Up Edition. Puis, en mai 2014, le jeu est également adapté pour iOS.

## Système de jeu

### Généralités
F1 Race Stars est un jeu de course de karting (tel un Mario Kart) dans un univers coloré et à l'ambiance fun et festive.
Il se base sur le championnat du monde de Formule 1 2012, ce qui comprend l'ensemble des douze écuries et vingt-quatre pilotes ainsi que leurs monoplaces miniaturisées, quelle que soit la version du jeu. Deux équipes et quatre pilotes fictifs sont aussi inclus. De même, le jeu comprend onze pistes fantaisistes à l'effigie des circuits traditionnels de Formule 1 comme pour la Grande-Bretagne, le Brésil, l'Australie ou Singapour.
Le but du joueur est de terminer la course à la première position en suivant le tracé, tout en évitant les trajectoires hors-pistes sous peine de perdre du temps. Les pistes sont agrémentées de sections variées : loopings, tremplins, croisements, raccourcis cachés et obstacles mouvants.
Le jeu propose une conduite axée seulement sur l'arcade, même si le joueur doit assurer la maniabilité du kart en anticipant le freinage pour aborder un virage serré (puisque le dérapage n'est pas présent).
Le joueur dispose de trois niveaux de difficulté face aux personnages non jouables, qu'il règle en amont de la partie, grâce à un système de cylindrée (1 000, 2 000 ou 3 000 cm3), ce qui à une influence sur la vitesse des karts. De plus, avant une course, le choix du pilote est conséquent puisque chaque écurie possède sa propre capacité spéciale (bonus d'accélération, de vitesse, d'adhérence, etc.).

### Déroulement d'une partie
À l'extinction des feux lumineux, le joueur peut effectuer un « super départ » afin de gagner un court avantage de vitesse sur ses adversaires.
En cours de partie, le joueur peut récolter des bonus aléatoires, sous la forme d'étoile, à même la piste pour obtenir des habilités particulières dont certaines d'entre elles exploitent le thème de la Formule 1. Les items sont à usage unique ou multiple. Certains protègent l'utilisateur, d'autres lui confèrent un avantage tandis que le reste permet de cibler ses adversaires. Par exemple, le joueur peut déployer une voiture de sécurité pour ralentir les véhicules à l'avant de la course, ou se téléporter à proximité du pilote en tête, être temporairement invulnérable grâce au DRS, plonger la course sous des conditions pluvieuses (sans que la météo n'ait d'impact sur l'utilisateur) ou encore lancer des projectiles pour abîmer l'automobile d'un concurrent. En effet, la gestion des dégâts est également prise en compte avec plusieurs phases de dégradation ce qui amoindrie la vitesse du véhicule et impose un passage au stand pour réparer le bolide. Enfin, dans le cas où un participant est positionné à l'arrière de la course, un bonus contribue à le faire remonter vers la tête de la course grâce une fusée en forme de bouteille de champagne (qui rappelle celle distribuée traditionnellement au vainqueur d'une course automobile),.
En complément, le joueur peut rouler sur des sections KERS présentes à plusieurs reprises sur la piste afin de bénéficier de boosts pendant une durée limitée ; le joueur doit lâcher et presser l'accélérateur jusqu'à trois fois pour recharger le KERS et se conférer un boost plus long. En outre, le joueur peut s'octroyer un court boost en accélérant à la réception d'un saut.

### Modes de jeu
F1 Race Stars contient plusieurs modes de jeu. Tout d'abord, un mode classique avec des épreuves simples et un championnat de 90 épreuves. Par ailleurs, il prend aussi en charge le jeu en réseau local sur écran divisé jusqu'à quatre joueurs.

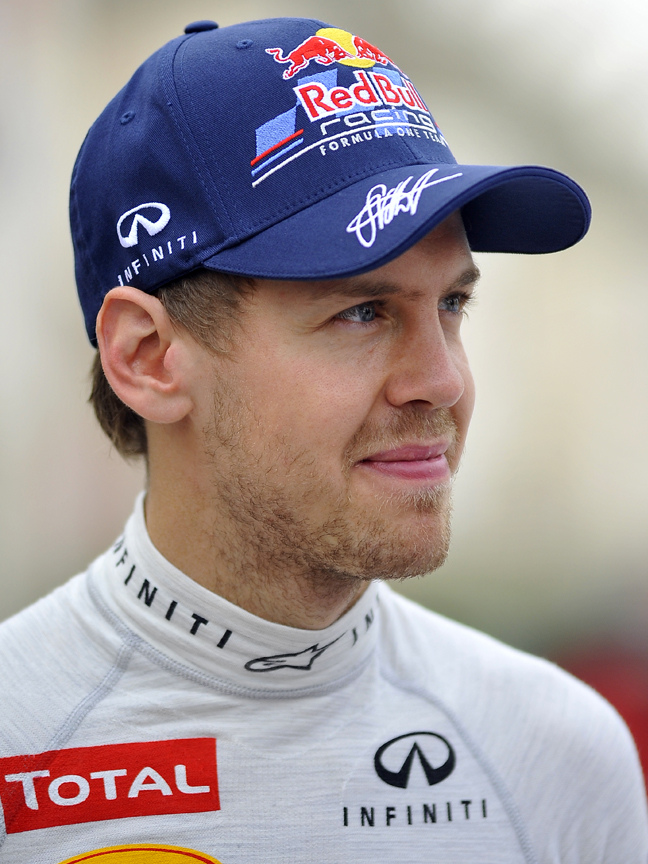
Le jeu met en scène les pilotes de Formule 1, comme Sebastian Vettel (ici photographié durant le Grand Prix de Bahrain de 2012), qui possède son avatar caricatural ainsi qu'une monoplace miniaturisé aux couleurs de son écurie Red Bull.

En outre, il existe un mode contre-la-montre.
Ensuite, le mode Carrière est un enchaînement de trente championnats à la difficulté progressive. Ces épreuves se composent de différents types de courses aux règles diversifiés (comme le paramètre Miroir qui inverse le sens de la course). La course classique demande au joueur de terminer à la première place. Pour le Slalom, le joueur doit franchir des portes de couleur dans l'ordre. Dans Élimination, le joueur en dernière position quitte la piste après quelques secondes ; sa voiture devient fantôme mais il peut toujours utiliser les bonus sur les joueurs restants. En ce qui concerne Pole position, entre chaque intervalle de temps, le joueur en tête se voit attribuer des points jusqu'à la fin de la course ; celui avec le plus grand score remporte l'épreuve. En mode Ravitaillement, le kart du joueur est plus rapide à mesure que le carburant baisse bien qu'il doit éviter la panne sèche. La Saisie de secteurs consiste à capturer le maximum de portions du circuit en établissant le meilleur temps dans chaque secteur. La Course totale, où des points sont attribués en remplissant certains critères. La Course aux trophées, où le joueur collecte les trophées sur la piste,,.
Enfin, F1 Race Stars contient un mode multijoueur en ligne jusqu'à douze participants. Les services en ligne sont toutefois arrêtés au 21 mars 2024.

### Version Wii U
Le jeu repose toujours sur l'ensemble des éléments de la saison 2012 du championnat de Formule 1. De plus, il inclut tous le contenu supplémentaire publié jusqu'à présent sur les autres plates-formes dont les quatre circuits sortis alors sous la forme de contenu téléchargeable additionnel payant. À l'occasion, le mode Carrière est remanié pour intégrer tout le contenu ; cependant, le jeu en ligne n'existe plus. Le joueur peut concourir avec son Mii et utiliser les fonctionnalités gyroscopiques du GamePad comme volant. Par ailleurs, une partie à trois joueurs en écran splitté est également possible, dont l'un sur GamePad et les deux autres sur écran de télévision. D'autres contrôleurs sont aussi exploitables tels que le stick analogique et le d-pad d'une manette classique, la Wii U Pro, et la télécommande Wii.

### Version iOS
Le gameplay de la version iOS de F1 Race Stars est quasiment similaire aux autres versions avec l'intégration du même système de bonus, de gestion de dégâts et de types de courses, bien que quelques différences subsistent. Le jeu se base sur la saison 2013 du championnat de Formule 1, tant et si bien que de nouveaux pilotes sont jouables comme Jules Bianchi,. Le joueur dirige le kart grâce à l'une des configurations définies : par inclinaison du support, par pression sur des boutons intégrés ou par balayage de l'écran tactile,. Le kart accélère automatiquement et il dérape dans les courbes ce qui recharge par accumulation un boost KERS, libérable à la volonté du joueur,. Lorsque le joueur complète une course, il gagne de l'expérience, augmentant son niveau, ce qui contribue à augmenter la vitesse de sa voiture. Le jeu se compose de plus de 40 circuits où le joueur peut collecter des pièces sur la piste. En cours de partie, elles servent de monnaie pour débloquer un raccourci ou obtenir un bonus avantageux lorsque le joueur franchit une porte précise,. Les pièces sont également utilisées dans la boutique virtuelle du jeu afin d'acquérir des améliorations pour le pilote ou des capacités pour le kart. Le jeu dispose d'un multijoueur en réseau local jusqu'à quatre participants.

## Développement
F1 Race Stars est développé par le studio Codemasters Racing, basé à Birmingham. De par sa ludothèque, le studio s'est spécialisé dans le développement de jeux de course, comme la série de rallye Colin McRae Rally, la série de course urbaine TOCA ou encore celle de voitures miniatures Micro Machines. De plus, depuis 2009, il détient les droits de licence de la Formule 1 (F1) et il publie chaque année une simulation de course exigeante pour sa série de jeux vidéo Formula One.

### Conception
D'après Gavin Cooper, concepteur principal du jeu, la motivation du studio est de créer un jeu de course de karting sur le thème de la F1 accessible pour tout le monde alors que les nombreux jeux de la F1 se veulent être des simulations de course ou de gestion,. Selon Chris Gray, producteur principal, l'équipe souhaitait depuis longtemps créer un jeu de course enfantin avec les personnalités de la F1 dans un univers amusant et familial,.
Si l'équipe est consciente que concevoir un jeu de karting repose sur des mécaniques de jeu similaire à un Mario Kart (un jeu majeur du genre), elle souhaite néanmoins se différencier en apportant des éléments qui évoque la F1, tels que la gestion des dégâts et l'arrêt au stand pour restaurer l'état de la voiture. De plus, d'après Chris Gray (qui aborde l'absence de dérapages dans le jeu) : « les voitures de F1 ne glissent pas sous l'effet de la puissance [...], il s'agit toujours de freiner dans les virages et de prendre de l'élan dans les lignes droites ».

Le studio utilise Ego Engine comme moteur de jeu pour F1 Race Stars et apporte un rendu cartoon à l'esthétique des graphismes. D'ailleurs, les pilotes sont représentés en super deformed, c'est-à-dire caractérisés avec une énorme tête qui permet de les distinguer aisément,. Pour la création des pilotes, l'équipe artistique s'inspire de deux principes : les pilotes doivent être dépeint comme des héros, et le style des voitures de course aux couleurs vives est superbe. Ainsi, les pilotes sont dessinés pour être reconnaissable par quiconque. Selon Gavin Cooper chaque pilote doit avoir l'attrait d'un jouet et l'assurance d'un héros de film à gros budget, accompagné d'une voiture élégante et de caractère, semblable à la silhouette d'une voiture de course. De plus, des pilotes se sont impliqués dans la création de leur avatar comme Michael Schumacher qui a demandé une peau plus mate tandis que Lewis Hamilton voulait des oreilles plus petites. 

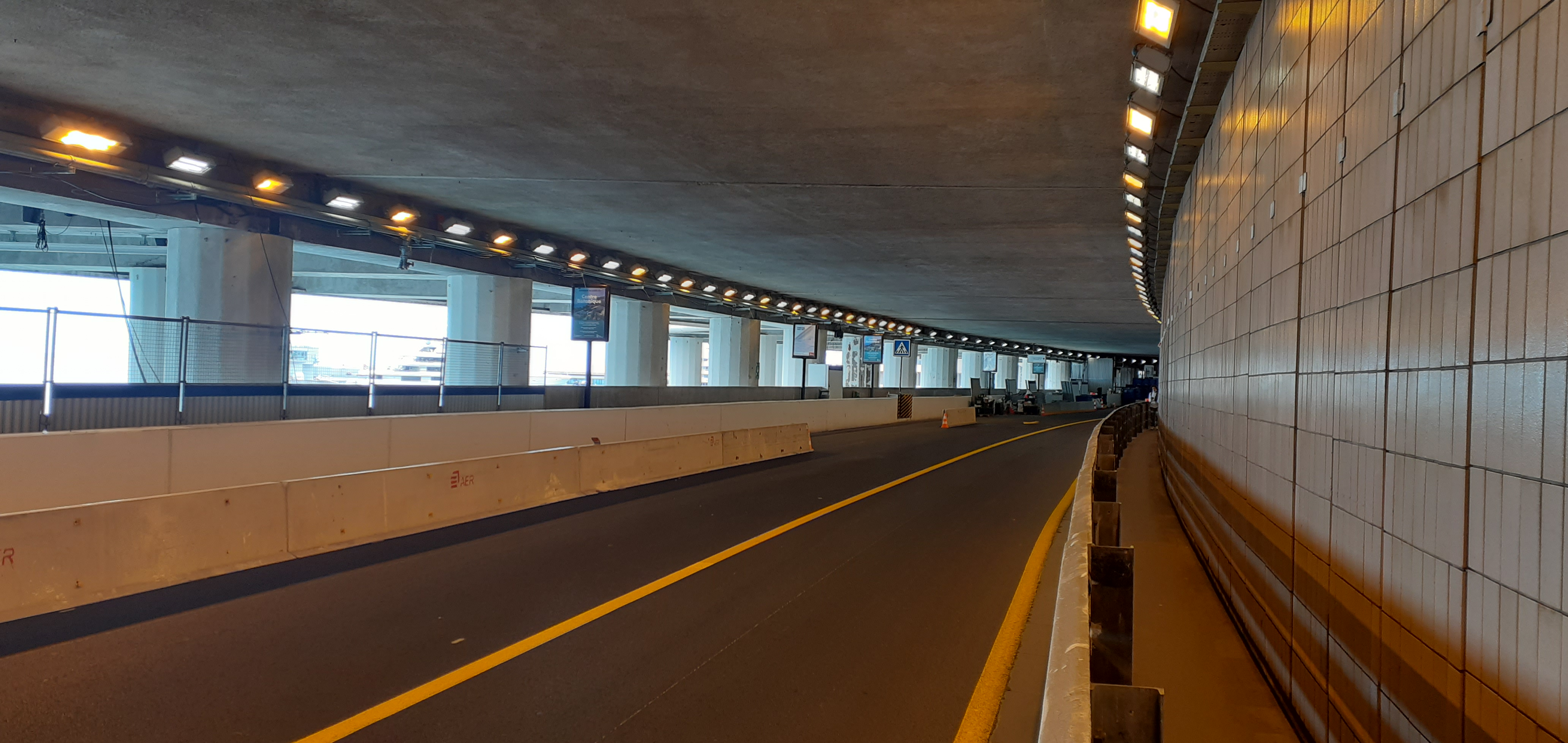
Le level design du jeu repose en partie sur des sections de circuits réels, comme ce tunnel du circuit de Monaco présent dans le niveau homonyme,.

La conception des circuits se repose sur l'hybridation d'éléments de circuits réels et de sections fantaisistes. Le studio a déterminé quels éléments de circuits historiques étaient les plus pertinents : les sections ou les virages célèbres, les points de repère reconnaissables, le style de course. C'est pourquoi le jeu accueille le tunnel du circuit de Monaco et les stands du circuit d'Abou Dabi. De plus, les concepteurs ont rajouté des stéréotypes amicaux et des traits exagérés sur chaque pays afin de garnir les niveaux. Par exemple, le niveau du Japon incorpore une reproduction de Godzilla, là où le tracé allemand contient des autobahns et des villages bavarois pittoresques alors que le circuit des États-Unis comprend, entre autres, des canyons arides et poussiéreux et un spectacle de monster trucks,. Ainsi, les concepteurs ont ajouté des éléments fantaisistes tout en conservant une certaine portée réaliste au sein des niveaux.

« La F1 est un sport qui se déroule dans le monde réel et qui met l'accent sur l'ingénierie. Dans la mesure du possible, nous voulions travailler avec des idées qui ressemblaient à des éléments que les gens pouvaient réellement construire »

— Gavin Cooper, concepteur principal.

### Marketing
Le jeu est dévoilé en juillet 2012 à travers un communiqué officiel de Bandai Namco Games, accompagné d'une bande-annonce.
Le jeu est détaillé en août 2012 au cours de la Gamescom lors de la présentation de Bandai Namco et il est jouable à leur stand,.
Une vidéo de gameplay et des images du jeu sont publiées en octobre 2012 par Bandai Namco,.
Une seconde bande-annonce du gameplay est mise en ligne en novembre 2012 à quelques jours de la sortie du jeu. De plus, une démo est rendu accessible en téléchargement sur les boutiques en lignes Xbox Live Arcade, PlayStation Network et Steam.
La sortie du jeu, appuyée par un trailer, s'effectue notamment le 15 novembre 2012 en Australie et le 16 novembre 2012 en France.
Dans le cadre de l'abonnement au PlayStation Network, les joueurs européens bénéficient gratuitement du jeu durant le mois de février 2013.

### Contenu additionnel
Le studio développe quatre circuits supplémentaires payants à l'acquisition. Chaque circuit représente respectivement l'Europe, l'Inde, la Chine et le Canada.

### Portage sur Wii U
L'adaptation de la version Wii U du jeu, intitulée F1 Race Stars: Powered Up Edition connaît quelques soubresauts. Dès le départ, la sortie du jeu sur cette console est prévue conjointement avec les autres plateformes (Windows, PlayStation 3 et Xbox 360)[réf. nécessaire]. Néanmoins, Codemasters repousse la sortie du jeu sur Wii U.
En juin 2013, la version Wii U sort uniquement au Japon. Le jeu est finalement publié en janvier 2014 en Europe et aux États-Unis. Codemasters abandonne la vente au détail puisque le jeu est seulement disponible sous format dématérialisé via la boutique en ligne Nintendo eShop de la console. En ce qui concerne le retrait du jeu en ligne, Gavin Cooper rapporte dans une interview pour Nintendo Life que les développeurs ont choisi de : « concentrer les efforts sur la meilleure expérience multijoueur locale possible et sur l'intégration de tout le contenu supplémentaire ». En outre, il admet que la partie la plus difficile du portage est de tenir compte des nombreuses manière de jouer (manettes de jeu et configurations d'écran) tout en conservant le plaisir de jouer, ce qui leur a pris du temps pour les rendre fluides et intuitives.

### Portage sur iOS
F1 Race Stars est également adapté pour iOS. Il est sorti en free-to-play le 20 mai 2014 sur l'App Store pour IPhone 4, IPad 2 et IPod touch 5,,,,.
Le jeu utilise une version retravaillée d'Ego Engine comme moteur de jeu.
Le jeu est publié en Chine en mars 2015 par le biais de NetEase.

## Accueil

### Critiques
F1 Race Stars reçoit des notes moyennes de la part de la presse spécialisée, quelle que soit la version (PlayStation 3, Windows, Xbox 360), selon le site d'agrégation de critiques Metacritic,,. La critique de la presse francophone est très dispersée ; Gameblog, ennuyé, lui donne la note de 3 sur 10, Gamekult et Jeuxvideo.com, légèrement accroché par le jeu, lui attribue tous deux l'équivalent d'un 6 sur 10,, JeuxActu, plus enthousiaste, accorde un 15 sur 20 au jeu.
Wired estime qu'il s'agit d'un jeu familial correct pour des joueurs casual,.

### Critiques de la version iOS
- Multiplayer.it : 6,5 sur 10[18]
- Touchportal.de : 4 sur 5[16]